# 153 г. пр.н.е.
153 (сто петдесет и трета) година преди новата ера (пр.н.е.) е година от доюлианския (Помпилийски) римски календар.

## Събития

### В Римската република
- Консули са Квинт Фулвий Нобилиор и Тит Аний Луск.
- От тази година консулите за първи път започват да встъпват в длъжност на 1 януари вместо на мартенските иди (15 март). Причината е спешната необходимост от присъствието на консула Фулвий Нобилор в Испания.[1]
- Неуспехи на консула Фулвий Нобилор във военната кампания срещу келтиберите.[2]
- Римски пратеници посещават Африка в отговор на картагенското неспокойствие и притеснение предизвикано от нумидийцкия цар Масиниса.[2]
- Претендентът за престола на Селевкидите Александър I Балас, който се представя за син на цар Антиох IV Епифан, посещава Рим в търсене на подкрепа за каузата си.[2]

## Родени
- Гай Гракх, римски политик и реформатор (умрял 121 г. пр.н.е.)